# Скайлер (округ, Нью-Йорк)
Шаблон:StateAbbr_ 42°23′ пн. ш. 76°53′ зх. д. / 42.39° пн. ш. 76.88° зх. д.
Округ Скайлер (англ. Schuyler County) — округ (графство) у штаті Нью-Йорк, США. Ідентифікатор округу 36097.

## Історія
Округ утворений 1854 року.

## Демографія
За даними перепису 
2000 року 
загальне населення округу становило 19224 осіб, зокрема міського населення було 3882, а сільського — 15342.
Серед мешканців округу чоловіків було 9634, а жінок — 9590. В окрузі було 7374 домогосподарства, 5189 родин, які мешкали в 9181 будинках.
Середній розмір родини становив 2,96.
Віковий розподіл населення поданий у таблиці:
| Стать    | До 15 років | 15-21 | 22-29 | 30-39 | 40-49 | 50-65 | 65-85 | Понад 85 |
| -------- | ----------- | ----- | ----- | ----- | ----- | ----- | ----- | -------- |
| Чоловіки | 2077        | 1143  | 706   | 1317  | 1485  | 1708  | 1106  | 92       |
| Жінки    | 1857        | 825   | 737   | 1348  | 1528  | 1678  | 1364  | 253      |

## Суміжні округи
- Сенека — північ
- Томпкінс — схід
- Чеманг — південь
- Стубен — захід
- Єйтс — північний захід

## Виноски
1. ↑  U.S. Decennial Census. United States Census Bureau. Процитовано 7 січня 2015.
2. ↑  Historical Census Browser. University of Virginia Library. Архів оригіналу за 30 травня 2019. Процитовано 7 січня 2015.
3. ↑  Population of Counties by Decennial Census: 1900 to 1990. United States Census Bureau. Процитовано 7 січня 2015.
4. ↑  Census 2000 PHC-T-4. Ranking Tables for Counties: 1990 and 2000 (PDF). United States Census Bureau. Процитовано 7 січня 2015.
5. ↑  State & County QuickFacts. United States Census Bureau. Архів оригіналу за 7 червня 2011. Процитовано 13 жовтня 2013. [Архівовано 2011-06-07 у Wayback Machine.](англ.) Наведено за англійською вікіпедією.
6. ↑  American FactFinder. Бюро перепису населення США. Архів оригіналу за 26 лютого 2012. Процитовано 31 січня 2008. [Архівовано 2008-05-21 у Wayback Machine.]

| США | Це незавершена стаття з географії США. Ви можете допомогти проєкту, виправивши або дописавши її. |